# Serhij Rebrow
Serhij Rebrow (ukrainisch Сергій Ребров, wiss. Transliteration Serhij Rebrov; * 3. Juni 1974 in Horliwka, Ukrainische SSR, Sowjetunion) ist ein ehemaliger ukrainischer Fußballspieler und heutiger -trainer. 1996 und 1998 wurde Rebrow Ukrainischer Fußballer des Jahres. Außerdem ist er mit seinen 123 Toren Rekordtorschütze der ukrainischen Liga.

## Karriere
Rebrow spielte während seiner Jugend bei Schachtar Donezk. 1992 kam er als 18-Jähriger zu Dynamo Kiew. Bei Dynamo bildete er gemeinsam mit Andrij Schewtschenko ein erfolgreiches Sturmduo. Acht Meistertitel und fünf Pokalsiege errang Rebrow bei Dynamo Kiew. International sorgte er in der Saison 1998/99 für Aufsehen, als er mit Kiew das Halbfinale der UEFA Champions League erreichte. Schewtschenko verließ nach dieser Saison Kiew und wechselte zum AC Mailand. Ein Jahr später tat Rebrow es ihm gleich und unterschrieb bei Tottenham Hotspur, bei einer Ablösesumme von knapp 18 Millionen Euro. Rebrow konnte jedoch zu keiner Zeit die an ihn gerichteten Erwartungen erfüllen. In der Winterpause der Saison 2002/03 wurde Rebrow für eineinhalb Jahre in die Türkei zu Fenerbahçe Istanbul ausgeliehen, er machte dort allerdings nur 38 Spiele und 4 Tore. 2004 wurde der Ukrainer vom englischen Zweitligisten West Ham United gekauft, konnte sich aber auch dort nicht durchsetzen. 2005 wechselte Rebrow wieder in die Ukraine zurück zu Dynamo Kiew. In der Saison 2005/06 war er mit seinen 13 Toren Dynamos Toptorschütze und das obwohl er meistens im Mittelfeld spielte. Auch wenn er in jener Saison nicht die ukrainische Meisterschaft holen konnte, wurde er zum besten Spieler der Saison gewählt. Im März 2008 unterschrieb er einen Zweijahresvertrag beim russischen Erstligaklub Rubin Kasan, mit dem er gleich in seinem ersten Jahr deren ersten russischen Meistertitel gewann. Im Juli 2009 beendete Rebrow seine aktive Karriere und wechselte in den Trainerstab von Dynamo Kiew.

### International
In der ukrainischen Nationalmannschaft liegt Rebrow mit 75 Einsätzen (15 Tore) auf Platz 10 der Liste der Rekordspieler (Stand: 12. Juni 2024). Vom ukrainischen Nationaltrainer Oleh Blochin wurde er auch in den 23-köpfigen Kader für die Fußball-WM 2006 berufen. Er beendete seine Nationalmannschaftskarriere kurz nach der WM im Herbst 2006.

### Trainer
Nach seiner Spielkarriere startete er eine Karriere als Trainer. Rebrow war von 2009 bis 2010 Co-Trainer von Wolodymyr Muntian, der zweiten Mannschaft von Dynamo Kiew. Zwischen August 2010 und April 2011 agierte Rebrow kurzzeitig als Co-Trainer von Jurij Kalytwynzew bei der Ukrainischen Fußballnationalmannschaft. Nach der Entlassung von Kalytwynzew, als Nationaltrainer kehrte er zu Dynamo Kiew zurück, um dort Oleh Blochin zu assistieren. Am 16. April 2014 wurde Blochin entlassen und Rebrow wurde an dessen Stelle, Interimstrainer des Vereins Dynamo Kiew. Dort wurde er am 19. Mai 2014 zum permanenten Cheftrainer befördert. Nach Stationen in Saudi-Arabien, Ungarn und den Vereinigten Arabischen Emiraten, wurde er im Juni 2023 als neuer Nationaltrainer der Ukraine vorgestellt.

### Erfolge als Spieler
Mannschaft
- Russische Meisterschaft: 2008
- Ukrainische Meisterschaft: 1992/93, 1993/94, 1994/95, 1995/96, 1996/97, 1997/98, 1998/99, 1999/2000, 2006/07
- Ukrainischer Pokal: 1992/93, 1995/96, 1997/98, 1998/99, 1999/2000, 2004/05, 2005/06, 2006/07
- Ukrainischer Supercup: 2006, 2007
- Türkische Meisterschaft: 2003/04
- Teilnahme an einer Weltmeisterschaft: 2006 (4 Einsätze/1 Tor)
- Channel One Cup: 2008

Persönliche Auszeichnungen
- Ukrainischer Fußballer des Jahres: 1996, 1998
- Rekordtorschütze der ukrainischen Liga
- Bester Spieler der ukrainischen Liga: 1998, 2000, 2006
- Torschützenkönig der ukrainischen Liga: 1998
- Zum besten Spieler des Channel One Cups 2008 gewählt.

### Erfolge als Trainer
Dynamo Kiew
- Ukrainischer Meister: 2014/15, 2015/16
- Ukrainischer Pokal: 2013/14, 2014/15

Ferencváros Budapest
- Ungarischer Meister: 2018/19, 2019/20, 2020/21

al Ain Club
- Meister der Vereinigten Arabischen Emirate: 2022

## Sonstiges
- Rebrow ist Funkamateur und besitzt folgende Rufzeichen: UT5UDX (Ukraine), 5B4AMM (Zypern), M0SDX (England), TA2ZF (Türkei), 8P9AM (Barbados) und UT0U (ukrainisches Contestrufzeichen).